# ذخیره‌گاه زیست‌کره ریورلند
ذخیره‌گاه زیست‌کره ریورلند (به انگلیسی: Riverland Biosphere Reserve) یک ذخیره‌گاه طبیعی و ذخیره‌گاه زیست‌کره در استرالیا است که در استرالیای جنوبی واقع شده‌است.